# San Bartolo, San Juan Bautista Tuxtepec
San Bartolo är en ort i Mexiko.   Den ligger i kommunen San Juan Bautista Tuxtepec och delstaten Oaxaca, i den sydöstra delen av landet, 400 km öster om huvudstaden Mexico City. San Bartolo ligger 29 meter över havet och antalet invånare är 3 372.
Terrängen runt San Bartolo är platt, och sluttar norrut. Runt San Bartolo är det ganska tätbefolkat, med 160 invånare per kvadratkilometer. Närmaste större samhälle är Tuxtepec, 1,9 km väster om San Bartolo. Omgivningarna runt San Bartolo är en mosaik av jordbruksmark och naturlig växtlighet.